# Engelbert Bertel-Nordström
Gustav Adolf Engelbert Bertel-Nordström, född 19 april 1884 i Helsingfors, död 22 augusti 1967 i Stockholm, var en finlandssvensk målare, illustratör och skulptör.
Han var son till gårdsägaren Gustaf Edvard Engelbert Nordström och Josefina Olivia Linroos samt gift första gången 1917–1928 med Ninnan Santesson och andra gången 1934–1939 med Margareta Högfors.
Bertel-Nordström arbetade till en början som kontorist och blev efterhand anlitad som illustratör för tidningar och tidskrifter i Finland och Sverige. Som konstnär var han autodidakt och bedrev självstudier under studieresor till bland annat Köpenhamn, Paris, Dresden, Florens och Venedig. Han var huvudsakligen verksam i Sverige sedan 1915 i bland annat Stockholm och Båstad. 
Separat ställde han ut första gången i Stockholm 1915 och deltog därefter i ett stort antal samlingsutställningar. Tillsammans med sin fru Ninnan Santesson ställde han ut i Stockholm  1917. Som före detta brottare var han en av initiativtagarna till föreningen Konsten i sporten och var föreningens ordförande 1943-1946. Han var utställningskommissarie vid den svenska konstutställningen vid Olympiska spelen i Berlin 1936 samt en av Optimistgruppens aktivare medlemmar. 
Hans konst består av ett romantiskt måleri med västkusthav, klippor, bisarra clownbilder, dramatiska porträtt och landskapsmotiv från stockholmstrakten samt illustrationer. Som skulptör debuterade han med en utställning i Falun 1951 med ett tiotal porträtt och figurstudier i terrakotta och brons. För teatern utförde han bland annat scenbilder till Leo Tolstojs Det levande liket och Frank Wedekinds Erdgeist. 
Bertel-Nordström är representerad vid Nationalmuseum, Moderna museet, Göteborgs konstmuseum, Malmö museum, Jämtlands museum, Norrköpings konstmuseum, Hudiksvalls museum, Länsmuseet Gävleborg  samt på Ateneum i Helsingfors.

## Teater

### Scenografi
| År   | Produktion                   | Upphovsmän     | Regi             | Teater            |
| ---- | ---------------------------- | -------------- | ---------------- | ----------------- |
| 1921 | Det levande liket Živoj trup | Lev Tolstoj    | Alexander Moissi | Blancheteatern    |
| 1922 | Lulu Erdgeist                | Frank Wedekind | Maria Orska      | Blancheteatern    |
| 1926 | I fruntimmersveckan, revy    | Gran           | Willi Wells      | Södermalmsteatern |
| 1926 | Farliga kvinnor              | Gran           |                  | Södermalmsteatern |
| 1926 | Kärlek och boxning, revy     | Gran           | Willi Wells      | Södermalmsteatern |
| 1926 | Go'dag go'dag, revy          | John Botvid    |                  | Södermalmsteatern |
| 1927 | Fästmanssoffan, revy         | Gran           |                  | Södermalmsteatern |
| 1927 | Kärlekskarusellen, revy      | Bejve & C:o    | Willi Wells      | Södermalmsteatern |